# Ter Coulster
Ter Coulster was een kasteel in de plaats Heiloo in Noord-Holland. Het heeft bestaan van circa 1404 tot 1788. Van het kasteel zelf is vrijwel niets meer over, op de fundamenten staat thans de negentiende-eeuwse boerderij Ter Coulster Hof. Verder omvat het landgoed een oud boscomplex en een theehuisje uit 1891. De toegang tot het landgoed wordt gemarkeerd door twee pilaren met 17e-eeuwse schildhoudende leeuwen. Van het kasteel zijn de kelders nog aanwezig en de oude slotgracht is nu een vijver naast de boerderij. 

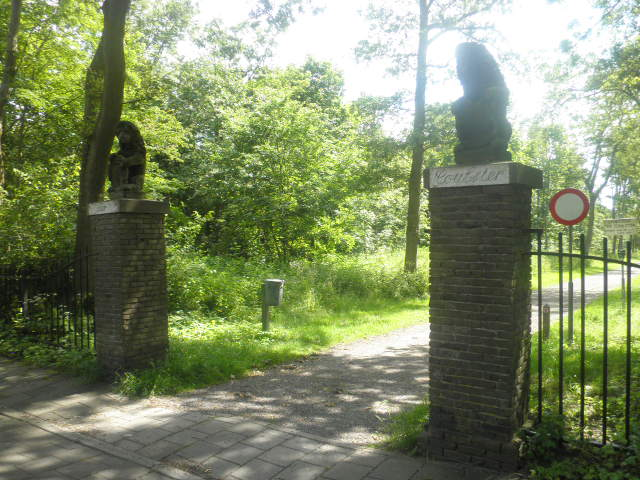
Hekwerk bij de ingang van het hedendaagse landgoed.

Van 1805 tot 1944 was het adellijk huis/landgoed in het bezit van leden van de adellijke tak van de familie Verschuir. Daarna ging het over naar de kinderen van de laatste adellijke telg: leden van de familie Van der Feen de Lille die het nog steeds bezitten.